# Acer
Acer (IPA: /eɪsər/) – przedsiębiorstwo założone w 1976 r. na Tajwanie, oferujące sprzęt, oprogramowanie i usługi z sektora IT. Zajmuje się także badaniami, projektowaniem, marketingiem, sprzedażą i obsługą posprzedażową sprzętu komputerowego i urządzeń mobilnych. Oferta Acer kierowana jest do użytkowników indywidualnych, przedsiębiorstw oraz do sektora edukacji. Piąty co do wielkości producent komputerów osobistych na świecie (za Lenovo, HP i Dellem).
Acer to tajwańska korporacja produkująca i dostarczająca sprzęt komputerowy i elektroniczny. Głowna siedziba mieści się w Xizhi, w Nowym Tajpej na Tajwanie. Produkty marki Acer to laptopy, tablety, monitory, desktopy, projektory, smartfony, komputery All-in-One, akcesoria i oprogramowanie. Na początku XXI wieku Acer wprowadził nowy model biznesowy, zmieniając charakter działalności z wytwórcy na projektanta, marketera i dystrybutora produktów.

## Historia

### 1976: Startup
Acer rozpoczął swoją działalność jako Multitech, założony przez Stana Shih i jego żonę Carolyn Yeh oraz grupę inwestorów. Kapitał początkowy tego startupu wynosił 25 000 dolarów, a biuro ustanowiono w Xinzhu na Tajwanie. Na początku zatrudniające 11 osób przedsiębiorstwo było dostawcą części elektronicznych, w tym mikroprocesorów, ale rozwinęło się w kierunku producenta komputerów osobistych.

### 1987: Korporacja Acer
Korporację Acer ustanowiono w 1987 roku. Jak inne lokalne firmy, Acer wykorzystał możliwości rozwoju firmy na Tajwanie, lokując tam swoją siedzibę. W latach 80. pozycja marki Acer stale wzrastała, budowała swoją reputację jako producent dla amerykańskich przedsiębiorstw komputerowych.
Stworzenie i rozwój własnej marki, będąc jednocześnie producentem i dostawcą dla innych firm, było przełomowe dla sukcesu marki, ale stan ten był trudny w utrzymaniu. Działalność firmy na obu polach była odmienna, co niosło za sobą potężne koszty organizacyjne.

### 1995: Client-server
By rozwijać się na międzynarodową skalę, Acer zorganizował w 1995 r. własny sposób organizacji, „client-server”, w ramach którego firmę podzielono na 11 pół-zależnych jednostek biznesowych. Każda jednostka mogła kupować produkty od innej i w tym samym momencie sprzedawać je kolejnej.

### 2001: Wistron Corporation
Pod koniec lat 90. marka własna Acer została osłabiona przez swój system podwykonawstwa. Acer dostarczał produkty swoim konkurentom w tym samym czasie, kiedy popularyzował własne. Kolejnym motorem zmian był poważny kryzys na rynku komputerowym z początku XXI w., który odbił się na całej branży. Na spotkaniu akcjonariuszy w 2001 roku zarząd Acera zaproponował oddzielenie produkcji dla zewnętrznych firm. Wprowadzony rok później podział przypieczętowało powstanie Wistron Corporation. Mimo że Wistron nadal tworzy większość urządzeń marki Acer, to podział umożliwia korzystanie przez Acer z usług firm zewnętrznych.

### XXI wiek
Do 2011 roku Acer koncentrował się na zdobywaniu udziałów rynkowych, by zdobyć jak najwyższy wolumen sprzedaży. Osiągnięcie zakładanego poziomu sprzedaży spowodowało zmianę polityki firmy. Obecnie celem Acer jest utrzymanie zdobytych udziałów rynkowych, a nie intensywne zwiększanie wolumenu sprzedaży.
Przedsiębiorstwo sprzedaje laptopy z zainstalowanym Linuxem.

## Logo
Od 1987 do 2001 roku spółka wykorzystała czerwono-niebieskie logo z diamentem po prawej stronie. Litery A i R były pisane wielką literą. 8 marca 2001 roku, wprowadzone zostało nowe logo, w którym Acer zaniechał wykorzystywania symbolu diamentu. Ówczesne logo zostało stworzone przez Landor Associates. Najnowszy logotyp, wprowadzony w 2011 roku, wykorzystuje inny krój czcionki z bardziej zaokrąglonymi narożnikami. Zmiany wprowadzono również w literze E, która nie odbiega już formatowaniem od pozostałych. Nowe logo wykorzystuje również inny odcień zieleni, który został nazwany „Acer Green”.

## Przejęcia innych przedsiębiorstw
W roku 1988 Acer przejął Counterpoint Computers.
W roku 1990 Acer przejął Altos Computer Systems.
W roku 1997 Acer nabył Texas Instruments.
27 sierpnia 2007 roku Acer ogłosił plan przejęcia głównego rywala na amerykańskim rynku, Gateway Inc. za 710 mln dolarów. Ówczesny prezes Acer Inc., Jen-teng Wang, powiedział, że to przejęcie „uzupełnia globalny zasięg firmy Acer, wzmacniając obecność w USA”.
W styczniu 2008 roku Acer ogłosił, że nabył pakiet kontrolny 75% akcji Packard Bell.
W marcu 2008 roku firma Acer uzyskała E-TEN.
W roku 2009 firma Acer uzyskała 29,9% udziałów Olidata.
W sierpniu 2010 Acer i Founder Technology podpisały deklarację o wzajemnym porozumieniu w celu wzmocnienia ich długoterminowej współpracy gospodarczej w dziedzinie komputerów stacjonarnych.
W lipcu 2011 roku Acer Inc. kupiło iGware Inc. za 320 milionów USD, aby sprawdzić potencjał dochodowości rynku usług w chmurze. iGware tworzy oprogramowanie i narzędzia potrzebne do działania chmury na różnych urządzeniach.

## Rozwiązania stosowane w urządzeniach Acer
IGZO – kryształ powstały z połączenia 4 pierwiastków chemicznych: indu, galu, cynku i tlenu (nazwa to akronim ich symboli: In, Ga, Zn, O), z którego powstają tranzystory cienkowarstwowe, odpowiedzialne za pracę pikseli na ekranach LCD. W praktyce matryca IGZO wpływa na: zwiększenie sprawności transmisji światła, zmniejszenie mocy potrzebnej do podświetlenia ekranu i uzyskanie wyższej rozdzielczości ekranu z zachowaniem dotychczasowej mocy podświetlenia.